# Contreuve
Contreuve ist eine französische Gemeinde mit 85 Einwohnern (Stand 1. Januar 2022) im Département Ardennes in der Region Grand Est (vor 2016 Champagne-Ardenne). Sie gehört zum Arrondissement Vouziers, zum Kanton Attigny und zum Gemeindeverband Argonne Ardennaise.

## Geografie
Die Gemeinde liegt rund 45 Kilometer östlich von Reims. Umgeben wird Contreuve von den Nachbargemeinden Bourcq im Norden, Sainte-Marie im Nordosten, Sugny im Südosten, Semide im Süden und Südwesten sowie Leffincourt im Westen.

## Bevölkerungsentwicklung
| Jahr                       | 1962 | 1968 | 1975 | 1982 | 1990 | 1999 | 2006 | 2011 | 2019 |
| Einwohner                  | 132  | 118  | 94   | 77   | 70   | 73   | 70   | 62   | 83   |
| Quellen: Cassini und INSEE |      |      |      |      |      |      |      |      |      |

## Sehenswürdigkeiten

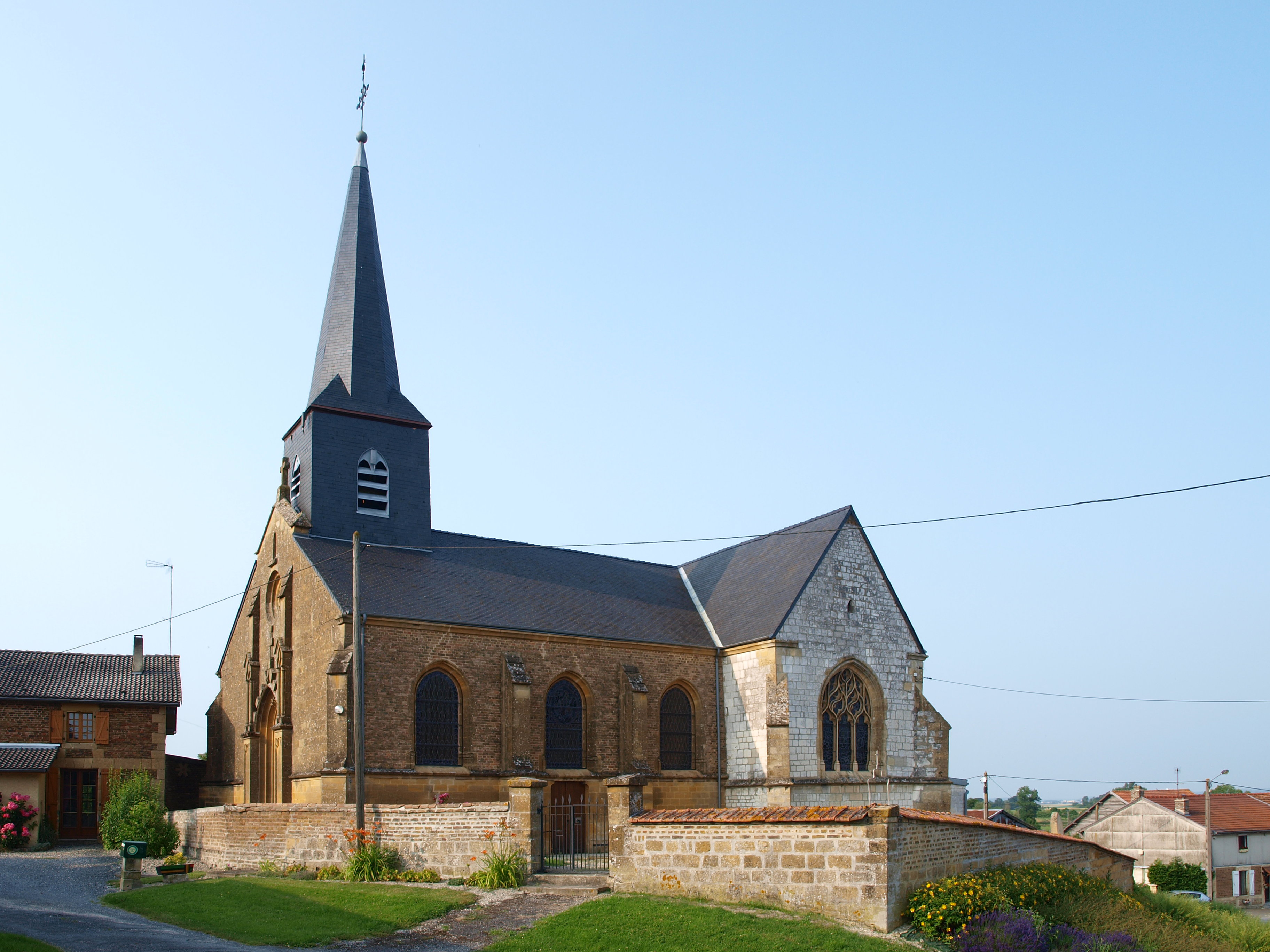
Kirche Saint-Martin

- Kirche Saint-Martin